# Ibn al-Qayyim al-Ŷawziyyah
Ibn al-Qayyim (1292-1350) fue un jurista musulmán suní y exégeta del Corán. Es más conocido en el mundo musulmán como "El doctor de los corazones", debido a sus trabajos en torno al comportamiento y ética del ser humano. Los estudios de al-Qayyim se centran en las ciencias del Hadiz y del Fiqh.

## Nombre
Nombre completo:
| Título | Honorífico   | Padre de | Nombre del hijo | Su nombre | Hijo de | Nombre del padre | Hijo de | Nombre del abuelo | País        | Madhhab    |          |               |             |
| ------ | ------------ | -------- | --------------- | --------- | ------- | ---------------- | ------- | ----------------- | ----------- | ---------- | -------- | ------------- | ----------- |
| Imam   | Shams ud-Din | Abu      | Abd Allah       | Muhammad  | ibn     | Abi Bakr         | ibn     | Sa'd              | al-Dimashqi | al-Hanbali | al-Zur'i | Ibn al-Qayyim | al-Ŷawziyya |

En su correcto orden en árabe: شمس الدين محمد بن أبي بكر بن أيوب ،ابن القيم الجوزية .ابن القيم
Él es Muhammad Ibn Abi Bakr (محمد بن أبي بکر), hijo de Ayyub, hijo de Sa'd al-Zar'i, al-Dimashqi (الدمشقي), nombre honorífico Abu Abdullah Shams ud-Din (أبو عبد الله شمس الدین), más conocido como Ibn Qayyim al-Ŷawziyyah, nombrado con el apelativo de su padre quien fue un encargado (qayyim) de una escuela llamada Al-Ŷawziyya.

## Biografía

### Infancia y educación

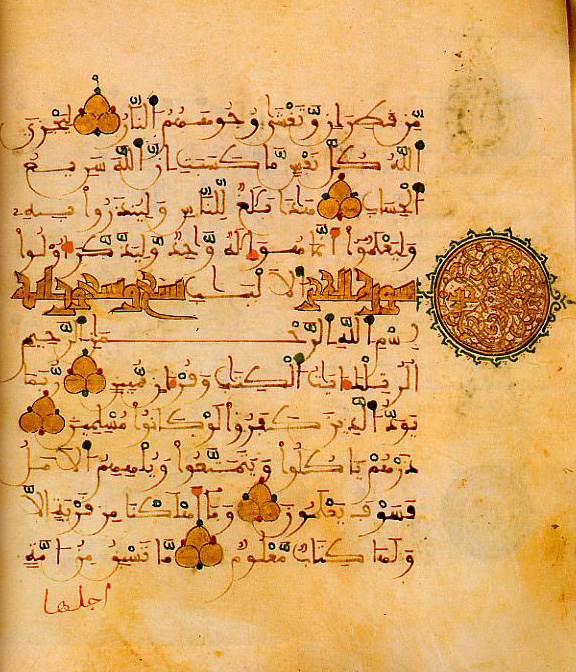
Página de un Corán andalusí. Los trazos más gruesos en el centro de la página son de estilo cúfico.

Ibn al-Qayyim nació en el séptimo día de safar en el año 691 después de la Hégira (equivalente al 4 de febrero de 1292) en el pueblo de Izra' in Hauran, próximo a Damasco, en Siria. Desde temprana edad fue adquiriendo un profundo conocimiento de las ciencias islámicas, como alumno de algunos de los más importantes sabios contemporáneos. Su padre dirigió cabalmente la educación de al-Qayyim hacia la jurisprudencia islámica, teología, y las ciencias del Hadith.
Al-Hafidh Ibn Raŷab, describiendo el conocimiento de Ibn Qayyim dijo:

"Tenía un intenso amor por el conocimiento y por los libros, escritos y publicaciones."

Del mismo modo, Ibn Kathir afirma en su obra Al-Bidayah wa al-Nihayah:

"Comprendió libros que otros no podían entender y desarrolló un profundo conocimiento de los libros de la salaf y la jalaf".

### Maestros
Los maestros de Ibn Qayyim fueron, incluyendo a su padre: Abu Bakr, Shihab al-'Abir, Taqiyy ud-Din Sulayman, Safiyy ud-Din al-Hindi, Isma'il ibn Muhammad al-Harrani. Sin embargo, el más notable de sus maestros fue Shayj ul-Islam Ibn Taymiyyah, a quien acompañó y de quien fue alumno durante 16 años.
Al-Hafidh Ibn Kazir elogiando a Ibn Qayyim dijo:

"Logró una gran competencia en muchas ramas del conocimiento, particularmente en el conocimiento del tafsir, hadith, y usul. Cuando Shayj Taqiyy ud-Din Ibn Taymiyyah regresó de Egipto en el año 712 después de la Hégira (año 1312), permaneció con el Sheij hasta su muerte, aprendiendo mucho de él. Con el conocimiento que adquirió se convirtió en un erudito con vasto saber en muchos aspectos distintos del conocimiento."

### Estilo y trabajo
Muchos de los estudiantes y contemporáneos de Ibn al-Qayyim dan fe de su humildad religiosa e intelectual. Por ejemplo, Al-Hafidh Ibn Raŷab recuerda:

"Estaba constantemente trabajando y recitando la tahaŷŷud (oración de la noche), alargando enormemente su salah (oración) y devoción. Se encontraba siempre en un estado de dhikr (ذکر, recuerdo de Alá) y mostraba un intenso amor por Alá. Tenía también una especial predilección por remontarse a Alá repetidas veces, humillándose ante Él con un gran sentido de humildad e impotencia. Se habría arrojado gustosamente a las puertas de la divina obediencia y servicio. De hecho, no he visto más que respeto por su parte hacia las cosas sagradas".

Por otro lado, Ibn Kathir afirma que Ibn al-Qayyim:

"Era constante rogando y orando a su Señor. Recitaba correctamente sus oraciones, con gestos adecuados. Mostraba siempre un gran amor y nunca abrigó envidia o malicia contra nadie, ni intentó buscar el daño o la falta de nadie. Yo era uno de aquellos que solían permanecer en su compañía y uno de los que más le querían. No conozco a nadie en el mundo actual que trabajase mejor que él. Su salah solía ser muy larga, con prolongadas genuflexiones. Sus colegas le criticaban por esto, pero él nunca contestaba ni abandonaba su práctica. Ojalá Alá le otorgue su gracia".

### Discípulo de Ibn Taymiyah
Ibn al-Qayyim finalmente se unió al círculo del erudito musulmán Sheij ul-Islam Taqiyy ud-Din Ahmad ibn Taymiyah, (1263-1328), que le admitió como su discípulo más cercano y sucesor. Ibn Qayyim fue un ferviente devoto del Islam y un discípulo leal de Ibn Taymiyah. Se adhirió completamente a las enseñanzas de su maestro, especialmente en materia religiosa y compiló y editó la mayoría de sus trabajos.
A causa de sus opiniones religiosas, maestro y discípulo fueron perseguidos, torturados y humillados públicamente por las autoridades locales de Damasco, hasta acabar encarcelados en la al-Qal'a, la prisión central de la ciudad.

### Tras la muerte del maestro

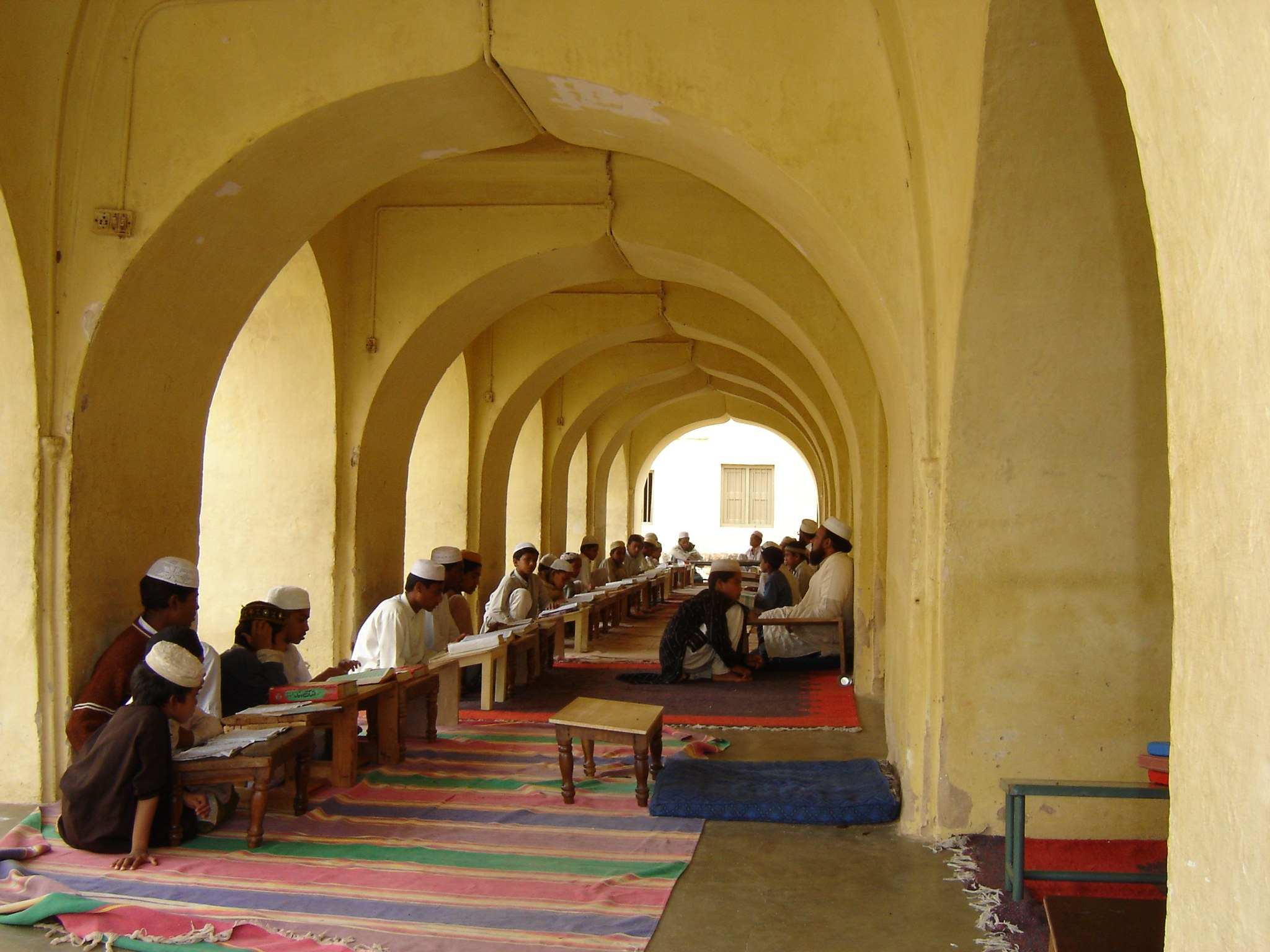
Madrasa actual en Srirangapatna, India.

Cuando murió Ibn Taymiyyah, Ibn al-Qayyim fue liberado y continuó sus estudios, reorganizando el círculo de su maestro y retomando sus cales. Enseñó Fiqh en la escuela al-Sadriyya de Damasco antes de ocupar la posición de Imam de la escuela Ŷawziyyah. La mayor parte de sus escritos fueron compilaciones de sus clases, aunque compuso varios libros que se conservan, de su puño y letra, en la Biblioteca central de Damasco.
Con él estudiaron algunos de los más conocidos estudiosos musulmanes de la época, incluyendo a Ibn 'Abd al-Haadi (fallecido en el 744 tras la Hégira), al-Fayruz Abadi (muerto en 817 tras la Hégira), Ibn Raŷab (fallecido en el 795 tras la Hégira), Al-Dhahabi (fallecido en el 1347), Ibn Kathir (fallecido c. 1373) y muchos otros, además de dos de sus hijos, Ibrahim y Sharaf ud-Din Abdullah.
Alabando a su maestro Ibn Kathir afirma:

"Era amable de corazón, nunca envidió a nadie ni causó ningún mal. Nunca expresó prejuicios contra ninguna persona. Yo era el más cercano a su corazón y no conozco a nadie más devoto en su trabajo que él.".

Ibn Qayyim contribuyó al desarrollo de todas las ramas de la ciencia islámica, siendo particularmente conocido y recomendado por sus comentarios. Ibn Raŷab habla así de su maestro:

"Era un erudito extraordinariamente preparado en la ciencia islámica, nadie podía rivalizar con su profundo entendimiento del Qur'an y de los dichos proféticos; sus interpretaciones eran únicas en exactitud".

### Vida espiritual

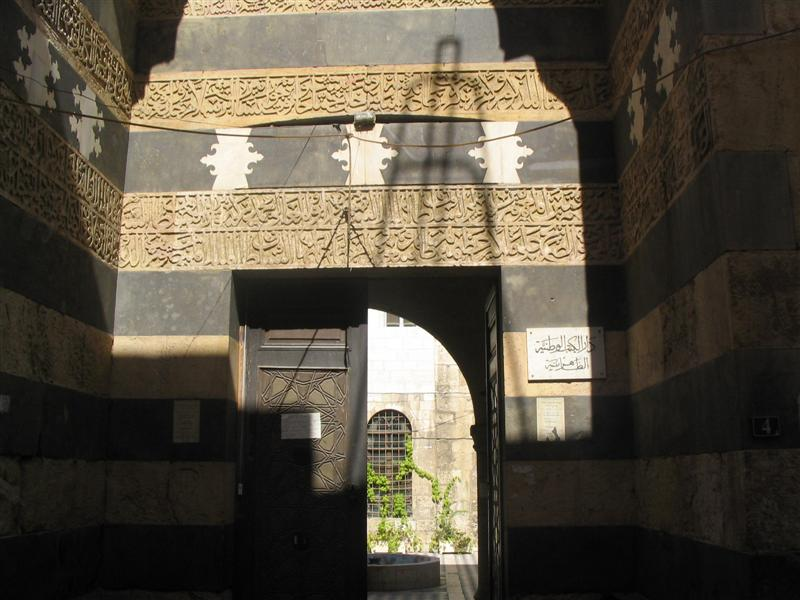
Puerta de entrada a la biblioteca de Az-Zahiriyah, en Damasco.

Imán Ibn Qayyim al-Ŷawziyyah era un estudioso ávido de nuevos conocimientos, pero su característica más llamativa, según sus discípulos, era su piedad religiosa. Durante su encarcelamiento en al-Qal'a, dedicó todo su tiempo a la lectura del Corán, estudiando su significado. Ibn Raŷab recuerda que durante su reclusión adquirió un enorme desarrollo espiritual, así como un profundo conocimiento analítico de la tradición musulmana.
Una vez libre, realizó varios peregrinajes a La Meca, donde permanecía largas temporadas en oración alrededor de la sagrada Ka'aba.
Es también conocido por ser un crítico muy severo con el Sufismo, doctrina que definió como herética en su libro Al-wabil al-Sayyib.

### Fallecimiento
Ibn al-Qayyim murió a los 60 años de edad, en la llamada 13.ª noche de rayab del año 751 después de la Hégira (c. 23 de septiembre de 1350) y fue enterrado al lado de su padre en el cementerio de al-Saghīr.

## Legado doctrinal
Numerosos estudiosos han destacado el completo conocimiento de Ibn al-Qayyim sobre la ley islámica y su fidelidad al camino del Salaf. Entre estos destacan:
- Al-Hafidh Ibn Raŷab recuerda que Ibn al-Qayyim:

"Tenía un profundo conocimiento del tafsir y de los fundamentos de la religión, alcanzando el máximo grado de comprensión en ambos. Lo mismo ocurre en el hadith, respecto a la comprensión de su significado, sutilezas y leyes derivadas. Igualmente en el campo del fiqh y sus principios, tanto como en la lengua árabe".

- El conocido muhaddith, Al-Hafidh Ibn Haŷar, postula que Ibn al-Qayyim:

"Poseía un espíritu intrépido y una vasta sabiduría. Tenía un profundo conocimiento de todas las posturas en la interpretación de la salaf".

- El famoso erudito egipcio Suyuti destaca:

"Sus libros no tienen igual y él se esforzó por recorrer el camino de los grandes imanes en el campo del tafsir, hadith y en los fundamentos de la lengua árabe".

- Por su parte, el estudioso hanifí Ali al-Qari, completa:

"Está claro para cualquiera que aspire a leer la explicación de Manazil us-Sa'irin que tanto Ibn Taymiyyah como Ibn Qayyim son los grandes de la Ahl Al-Sunna Wal-Jamaa y la Ummah".

## Obras
Son muchos los escritos de Ibn Qayyim al-Ŷawziyyah en muchas áreas del saber islámico. Entre ellos destacan particularmente los comentarios al Corán y sus interpretaciones de las tradiciones proféticas (Fiqh us-Sunnah, فقه ): 
- Zad al-Ma'ad (Provisión para el más allá)
- Al-wabil Sayyib minal kalim tayyib - comentario sobre el profeta Yahya ibn Zakariyya.
- Kitab al-Ruh
- Tahthib Sunan Abi Da'ud
- Madariŷ Salikin, reedición comentada y ampliada del libro de Shaij Abdullah al-Ansari, Manazil-u Sa'irin (Estaciones de los buscadores)
- Tafsir Mu'awwadhatain (Tafsir de Surah Falaq y Nas)
- Fawā'id
- Ad-Dā'i wa Dawā, también conocido como Al Ŷawābul kāfi liman sa'ala 'an Dawā'i Shaafi
- Haadi Arwah ila biladil Afrah
- Uddatu Sabirin wa Dhajiratu Shakirin
- Ighadatu lahfan fi masayid shaytan
- Rawdhatul Muhibbīn
- Tuhfatul Mawdud bi Ahkam al-Mawlud
- Miftah Dar As-Sa'adah
- Ŷala al-afham fi fadhl salati ala jayral anam
- Al-Manar al-Munif